# دبليو دبليو إي سماكداون ضد رو
دبليو دبليو إي سماكداون ضد رو (بالإنجليزية: WWE SmackDown! vs. Raw)‏ هي لعبة فيديو صدرت في 2 نوفمبر 2004، وهي متوفرة على أجهزة بلاي ستيشن 2. اللعبة من تطوير يوكز.

## وصلات خارجية
- دبليو دبليو إي سماكداون ضد رو على موبي غيمز